# The Address Dubai Mall
The Address Dubai Mall es un hotel de 37 pisos en Dubái, Emiratos Árabes Unidos. La torre tiene una altura de 192 m (629 pies). Su construcción fue finalizada en el año 2008 y el hotel fue abierto el 9 de septiembre de 2009. Este edificio se encuentra dentro del complejo Downtown Burj Khalifa y junto al Burj Khalifa. Su precio actual por noche oscila entre los 360 euros, siendo uno de los más famosos en este país.